# Llista de monuments de Saus, Camallera i Llampaies
Llista de monuments de Saus, Camallera i Llampaies inclosos en l'Inventari del Patrimoni Arquitectònic de Catalunya per al municipi de Saus, Camallera i Llampaies (Alt Empordà). Inclou els inscrits en el Registre de Béns Culturals d'Interès Nacional (BCIN) catalogats com a monuments històrics.
| Monument                                                         | Protecció    | Estil/època                                     | Localització                                                                           | Coordenades                                          | Codi?         | Imatge |
| ---------------------------------------------------------------- | ------------ | ----------------------------------------------- | -------------------------------------------------------------------------------------- | ---------------------------------------------------- | ------------- | --- |
| Església parroquial de Santa Eugènia de Saus                     | BCIN 396-MH  | Gòtic tardà, obra popular XII, XIV, XVIII       | Saus, Camallera i Llampaies C. de l'Església, Saus                                     | 42° 07′ 57″ N, 2° 58′ 43″ E / 42.132393°N,2.978668°E | RI-51-0006109 | Església parroquial de Santa Eugènia de Saus (Saus, Camallera i Llampaies) · Vegeu més fotos d'aquest monument · Carregueu una nova foto d'aquest monument    |
| Església fortificada de Sant Martí de Llampaies                  | BCIN 1846-MH | Romànic, obra popular XII, XIV, XVIII           | Saus, Camallera i Llampaies Nucli urbà de Llampaies                                    | 42° 07′ 16″ N, 2° 56′ 12″ E / 42.121096°N,2.936686°E | RI-51-0006110 | Església fortificada de Sant Martí de Llampaies (Saus, Camallera i Llampaies) · Vegeu més fotos d'aquest monument · Carregueu una nova foto d'aquest monument |
| Església parroquial de Sant Bartomeu                             |              | Monumentalisme academicista, romànic XIII, XVII | Saus, Camallera i Llampaies Pl. Feliu, 2, Camallera                                    | 42° 07′ 22″ N, 2° 57′ 43″ E / 42.122718°N,2.962020°E | IPA-18001     | Església parroquial de Sant Bartomeu (Saus, Camallera i Llampaies) · Vegeu més fotos d'aquest monument · Carregueu una nova foto d'aquest monument            |
| Rectoria de Camallera                                            |              | Obra popular XIX, XVII                          | Saus, Camallera i Llampaies C. Nou, 1, Camallera                                       | 42° 07′ 21″ N, 2° 57′ 43″ E / 42.122605°N,2.962002°E | IPA-18003     | Rectoria de Camallera (Saus, Camallera i Llampaies) · Vegeu més fotos d'aquest monument · Carregueu una nova foto d'aquest monument                           |
| Can Feliu                                                        | BCIL 2020    | Gòtic tardà, obra popular XVI, XVIII            | Saus, Camallera i Llampaies Pl. Feliu, 1, Camallera                                    | 42° 07′ 22″ N, 2° 57′ 43″ E / 42.122884°N,2.961856°E | IPA-18004     | Can Feliu (Saus, Camallera i Llampaies) · Vegeu més fotos d'aquest monument · Carregueu una nova foto d'aquest monument                                       |
| Can Ferrer Fàbrega                                               |              | Obra popular XVII                               | Saus, Camallera i Llampaies C. Pujada a l'Església, 10, Camallera                      | 42° 07′ 22″ N, 2° 57′ 45″ E / 42.122704°N,2.962389°E | IPA-18005     | Can Ferrer Fàbrega (Saus, Camallera i Llampaies) · Vegeu més fotos d'aquest monument · Carregueu una nova foto d'aquest monument                              |
| Can Ferrer Pagès, Can Ribot                                      |              | Obra popular XVII, XVIII                        | Saus, Camallera i Llampaies C. de l'Església, Camallera                                | 42° 07′ 23″ N, 2° 57′ 44″ E / 42.122979°N,2.962171°E | IPA-18006     | Can Ferrer Pagès (Saus, Camallera i Llampaies) · Vegeu més fotos d'aquest monument · Carregueu una nova foto d'aquest monument                                |
| Casa de Cultura, Centre d'Estudis Comarcals Josep Ribot          |              | Obra popular XIX, XVIII                         | Saus, Camallera i Llampaies C. del Mig, 20-22, Camallera                               | 42° 07′ 24″ N, 2° 57′ 50″ E / 42.123268°N,2.963780°E | IPA-18007     | Casa de Cultura (Saus, Camallera i Llampaies) · Vegeu més fotos d'aquest monument · Carregueu una nova foto d'aquest monument                                 |
| Can Pelaio, Cal Flequer                                          |              | Obra popular XVIII                              | Saus, Camallera i Llampaies C. del Raval, 14, Camallera                                | 42° 07′ 27″ N, 2° 57′ 53″ E / 42.124042°N,2.964638°E | IPA-18008     | Can Pelaio (Saus, Camallera i Llampaies) · Vegeu més fotos d'aquest monument · Carregueu una nova foto d'aquest monument                                      |
| Can Cristòfol, Mas Vilanova                                      |              | Obra popular XVI                                | Saus, Camallera i Llampaies C. Ponent, Camallera                                       | 42° 07′ 21″ N, 2° 57′ 40″ E / 42.122587°N,2.961239°E | IPA-18009     | Carregueu una nova foto d'aquest monument |
| Capella de Sant Sebastià                                         |              | Obra popular XVI                                | Saus, Camallera i Llampaies C. Sant Sebastià, 9, veïnat de Sant Sebastià, Camallera    | 42° 07′ 15″ N, 2° 57′ 48″ E / 42.120845°N,2.963364°E | IPA-18010     | Capella de Sant Sebastià (Saus, Camallera i Llampaies) · Vegeu més fotos d'aquest monument · Carregueu una nova foto d'aquest monument                        |
| Can Requesens, Can Recasens                                      |              | Obra popular XVI                                | Saus, Camallera i Llampaies C. de Sant Sebastià, 8, veïnat de Sant Sebastià, Camallera | 42° 07′ 16″ N, 2° 57′ 47″ E / 42.120989°N,2.963176°E | IPA-18011     | Carregueu una nova foto d'aquest monument |
| Carrer Major                                                     |              | Obra popular Medieval                           | Saus, Camallera i Llampaies C. Major, Saus                                             | 42° 07′ 57″ N, 2° 58′ 39″ E / 42.132494°N,2.977544°E | IPA-18015     | Carrer Major (Saus, Camallera i Llampaies) · Vegeu més fotos d'aquest monument · Carregueu una nova foto d'aquest monument                                    |
| Rectoria de Llampaies                                            |              | Obra popular XIII, XVI, XIX                     | Saus, Camallera i Llampaies C. de Ponent, 9, Llampaies                                 | 42° 07′ 17″ N, 2° 56′ 10″ E / 42.121500°N,2.936179°E | IPA-18017     | Rectoria de Llampaies (Saus, Camallera i Llampaies) · Vegeu més fotos d'aquest monument · Carregueu una nova foto d'aquest monument                           |
| Can Gil                                                          |              | Gòtic, obra popular XVI                         | Saus, Camallera i Llampaies C. de l'Església, 1, Llampaies                             | 42° 07′ 19″ N, 2° 56′ 12″ E / 42.121955°N,2.936687°E | IPA-18018     | Can Gil (Saus, Camallera i Llampaies) · Vegeu més fotos d'aquest monument · Carregueu una nova foto d'aquest monument                                         |
| Casa al carrer de l'Església, 11                                 |              | Obra popular XVI                                | Saus, Camallera i Llampaies C. de l'Església 11, Llampaies                             | 42° 07′ 18″ N, 2° 56′ 12″ E / 42.121671°N,2.936615°E | IPA-18019     | Carregueu una nova foto d'aquest monument |
| Can Gener                                                        |              | Gòtic, gòtic tardà XV, XVIII, XIX               | Saus, Camallera i Llampaies C. de l'Església - c. de Ponent, Llampaies                 | 42° 07′ 18″ N, 2° 56′ 11″ E / 42.121531°N,2.936500°E | IPA-18020     | Can Gener (Saus, Camallera i Llampaies) · Vegeu més fotos d'aquest monument · Carregueu una nova foto d'aquest monument                                       |
| Can Peralada, Mas Batlle de la Torre                             |              | Gòtic tardà, renaixement XVI                    | Saus, Camallera i Llampaies C. del Puig, 1, barri del Puig, Llampaies                  | 42° 07′ 24″ N, 2° 56′ 10″ E / 42.123337°N,2.936226°E | IPA-18021     | Can Peralada (Saus, Camallera i Llampaies) · Vegeu més fotos d'aquest monument · Carregueu una nova foto d'aquest monument                                    |
| Can Reixac, Can Reixach                                          |              | Gòtic-renaixement, obra popular XVI, XVII       | Saus, Camallera i Llampaies C. del Puig, 2, barri del Puig, Llampaies                  | 42° 07′ 27″ N, 2° 56′ 09″ E / 42.124237°N,2.935965°E | IPA-18022     | Can Reixac (Saus, Camallera i Llampaies) · Vegeu més fotos d'aquest monument · Carregueu una nova foto d'aquest monument                                      |
| Can Selleres, Can Baró                                           |              | Obra popular XVII, XVIII                        | Saus, Camallera i Llampaies C. de l'Església, Llampaies                                | 42° 07′ 19″ N, 2° 56′ 12″ E / 42.121847°N,2.936681°E | IPA-38316     | Can Selleres (Saus, Camallera i Llampaies) · Vegeu més fotos d'aquest monument · Carregueu una nova foto d'aquest monument                                    |
| Mas Estela                                                       |              | Gòtic tardà, obra popular XVI, XVIII            | Saus, Camallera i Llampaies C. de Ponent, 3, Llampaies                                 | 42° 07′ 20″ N, 2° 56′ 09″ E / 42.122148°N,2.935925°E | IPA-38317     | Mas Estela (Saus, Camallera i Llampaies) · Vegeu més fotos d'aquest monument · Carregueu una nova foto d'aquest monument                                      |
| Can Cuero, Can Palmero, Casa Descatllar                          |              | Barroc, obra popular XVII, XX                   | Saus, Camallera i Llampaies Ptge. de la Font, a tocar el rec Cotet, Saus               | 42° 07′ 58″ N, 2° 58′ 39″ E / 42.132813°N,2.977399°E | IPA-38349     | Can Cuero (Saus, Camallera i Llampaies) · Vegeu més fotos d'aquest monument · Carregueu una nova foto d'aquest monument                                       |
| Can Dalmau                                                       |              | Obra popular XVII, XX                           | Saus, Camallera i Llampaies C. de l'Església, 1, Saus                                  | 42° 07′ 58″ N, 2° 58′ 41″ E / 42.132877°N,2.977925°E | IPA-38350     | Can Dalmau (Saus, Camallera i Llampaies) · Vegeu més fotos d'aquest monument · Carregueu una nova foto d'aquest monument                                      |
| Portal Nord, Portal de les Eres                                  |              | Obra popular XVII                               | Saus, Camallera i Llampaies C. de les Eres, Saus                                       | 42° 07′ 58″ N, 2° 58′ 41″ E / 42.132814°N,2.978179°E | IPA-38351     | Portal Nord (Saus, Camallera i Llampaies) · Vegeu més fotos d'aquest monument · Carregueu una nova foto d'aquest monument                                     |
| Casa al carrer Empordà, 1, casa modernista aïllada               |              | Obra popular, Modernisme XX Inici               | Saus, Camallera i Llampaies C. Empordà, Camallera                                      | 42° 07′ 24″ N, 2° 57′ 54″ E / 42.123426°N,2.964935°E | IPA-38352     | Casa al carrer Empordà, 1 (Saus, Camallera i Llampaies) · Vegeu més fotos d'aquest monument · Carregueu una nova foto d'aquest monument                       |
| Can Gou, JG 1926                                                 |              | Modernisme XX Inici                             | Saus, Camallera i Llampaies C. Raval, 12, Camallera                                    | 42° 07′ 26″ N, 2° 57′ 52″ E / 42.123781°N,2.964493°E | IPA-38353     | Can Gou (Saus, Camallera i Llampaies) · Vegeu més fotos d'aquest monument · Carregueu una nova foto d'aquest monument                                         |
| Casa al carrer Jacint Verdaguer, 4, casa modernista de cantonada |              | Modernisme XX                                   | Saus, Camallera i Llampaies C. Jacint Verdaguer, 4, Camallera                          | 42° 07′ 24″ N, 2° 57′ 52″ E / 42.123295°N,2.964372°E | IPA-38371     | Casa al carrer Jacint Verdaguer, 4 (Saus, Camallera i Llampaies) · Vegeu més fotos d'aquest monument · Carregueu una nova foto d'aquest monument              |
| Casa al carrer Ferrer i Fàbrega, 1                               |              | Obra popular XVIII, XIX                         | Saus, Camallera i Llampaies C. Ferrer i Fàbrega, 1, Camallera                          | 42° 07′ 23″ N, 2° 57′ 48″ E / 42.123191°N,2.963278°E | IPA-38373     | Vegeu més fotos d'aquest monument · Carregueu una nova foto d'aquest monument                                                                                 |
| Font del carrer del Mig                                          |              | Obra popular XX Inici                           | Saus, Camallera i Llampaies C. del Mig - c. Talaia, Camallera                          | 42° 07′ 24″ N, 2° 57′ 49″ E / 42.123286°N,2.963532°E | IPA-38374     | Font del carrer del Mig (Saus, Camallera i Llampaies) · Vegeu més fotos d'aquest monument · Carregueu una nova foto d'aquest monument                         |
| Casa al carrer Empordà, 6                                        |              | Obra popular XX                                 | Saus, Camallera i Llampaies C. Empordà, 6, Camallera                                   | 42° 07′ 24″ N, 2° 57′ 49″ E / 42.123286°N,2.963532°E | IPA-38376     | Casa al carrer Empordà, 6 (Saus, Camallera i Llampaies) · Vegeu més fotos d'aquest monument · Carregueu una nova foto d'aquest monument                       |
| Can Simon                                                        |              | Obra popular XVI                                | Saus, Camallera i Llampaies C. Major, 11, Saus                                         | 42° 07′ 56″ N, 2° 58′ 39″ E / 42.132291°N,2.977538°E | IPA-38377     | Carregueu una nova foto d'aquest monument |
| Casa al carrer de l'Església, 6                                  |              | Obra popular XVI, XX                            | Saus, Camallera i Llampaies C. de l'Església, 6, Saus                                  | 42° 07′ 57″ N, 2° 58′ 41″ E / 42.132629°N,2.978016°E | IPA-38378     | Casa al carrer de l'Església, 6 (Saus, Camallera i Llampaies) · Vegeu més fotos d'aquest monument · Carregueu una nova foto d'aquest monument                 |
| Conjunt de cases al carrer de les Eres                           |              | Obra popular XVII, XX                           | Saus, Camallera i Llampaies C. de les Eres, 9B i 12, Saus                              | 42° 07′ 57″ N, 2° 58′ 41″ E / 42.132512°N,2.978089°E | IPA-38379     | Conjunt de cases al carrer de les Eres (Saus, Camallera i Llampaies) · Vegeu més fotos d'aquest monument · Carregueu una nova foto d'aquest monument          |
| Can Torrent                                                      |              | Obra popular XIX Inici, XIX Mitjan              | Saus, Camallera i Llampaies C. Santiago Russinyol, 2, Camallera                        | 42° 07′ 19″ N, 2° 57′ 44″ E / 42.121849°N,2.962099°E | IPA-38772     | Can Torrent (Saus, Camallera i Llampaies) · Vegeu més fotos d'aquest monument · Carregueu una nova foto d'aquest monument                                     |
| Casa al Carrer Josep Ribot, 1                                    |              | Noucentisme XX Inici                            | Saus, Camallera i Llampaies C. Josep Ribot, 1, Camallera                               | 42° 07′ 21″ N, 2° 57′ 54″ E / 42.122390°N,2.965069°E | IPA-38773     | Casa al carrer Josep Ribot, 1 (Saus, Camallera i Llampaies) · Vegeu més fotos d'aquest monument · Carregueu una nova foto d'aquest monument                   |
| Casa al carrer Josep Ribot, 18                                   |              | Obra popular XIX Final                          | Saus, Camallera i Llampaies C. Josep Ribot, 18, Camallera                              | 42° 07′ 21″ N, 2° 57′ 48″ E / 42.122551°N,2.963272°E | IPA-38774     | Casa al carrer Josep Ribot, 18 (Saus, Camallera i Llampaies) · Vegeu més fotos d'aquest monument · Carregueu una nova foto d'aquest monument                  |
| Casa Gibert                                                      |              | Obra popular XVIII                              | Saus, Camallera i Llampaies C. Sant Sebastià, 5, Camallera                             | 42° 07′ 18″ N, 2° 57′ 47″ E / 42.121750°N,2.963085°E | IPA-38813     | Casa Gibert (Saus, Camallera i Llampaies) · Vegeu més fotos d'aquest monument · Carregueu una nova foto d'aquest monument                                     |
| Conjunt plaça de Feliu                                           |              | Historicisme, obra popular XX Inici             | Saus, Camallera i Llampaies Pl. Feliu, 3, 6 i 7, Camallera                             | 42° 07′ 22″ N, 2° 57′ 41″ E / 42.122713°N,2.961524°E | IPA-38814     | Conjunt plaça de Feliu (Saus, Camallera i Llampaies) · Vegeu més fotos d'aquest monument · Carregueu una nova foto d'aquest monument                          |
| Casa al carrer Sant Sebastià, 3                                  |              | Obra popular XIX Final                          | Saus, Camallera i Llampaies C. Sant Sebastià, 3, Camallera                             | 42° 07′ 19″ N, 2° 57′ 47″ E / 42.121921°N,2.963048°E | IPA-38815     | Casa al carrer Sant Sebastià, 3 (Saus, Camallera i Llampaies) · Vegeu més fotos d'aquest monument · Carregueu una nova foto d'aquest monument                 |
| Casa al carrer Santiago Russinyol, 2                             |              | Obra popular XVII                               | Saus, Camallera i Llampaies C. Santiago Russinyol, 2, Camallera                        | 42° 07′ 20″ N, 2° 57′ 45″ E / 42.122155°N,2.962449°E | IPA-38853     | Casa al carrer Santiago Russinyol, 2 (Saus, Camallera i Llampaies) · Vegeu més fotos d'aquest monument · Carregueu una nova foto d'aquest monument            |
| Casa a la travessia de l'Església                                |              | Obra popular XVI                                | Saus, Camallera i Llampaies Trav. de l'Església, Camallera                             | 42° 07′ 22″ N, 2° 57′ 44″ E / 42.122736°N,2.962225°E | IPA-38854     | Casa a la travessia de l'Església (Saus, Camallera i Llampaies) · Vegeu més fotos d'aquest monument · Carregueu una nova foto d'aquest monument               |
| Bòbila de Llampaies, Can Xic                                     |              | Obra popular XIX                                | Saus, Camallera i Llampaies Ctra. GI-623, km 3, Llampaies                              | 42° 07′ 29″ N, 2° 56′ 39″ E / 42.124629°N,2.944034°E | IPA-39704     | Carregueu una nova foto d'aquest monument |
| Casa estudi per a un fotògraf                                    |              | Darreres tendències XX                          | Saus, Camallera i Llampaies Ctra. GI-623 de Llampaies a Camallera                      |                                                      | IPA-46526     | Carregueu una nova foto d'aquest monument |